# Marc Dos Santos
Marc Dos Santos (Montréal, 26 maggio 1977) è un allenatore di calcio canadese di origini portoghesi, vice allenatore dei Los Angeles FC.

## Palmarès

### Allenatore
- Campionato NASL II: 1

San Francisco Deltas: 2017